# قایق اژدر افکن تیپ ۲۴
قایق اژدرافکن تیپ ۲۴ (به انگلیسی: Type 24 torpedo boat) یک قایق اژدرافکن آلمان نازی که طول آن ۹۲٫۶ فوت (۲۸٫۲ متر)، پهنایش ۸٫۶۵ فوت (۲٫۶۴ متر)، آبخورش ۳٫۵۲ فوت (۱٫۰۷ متر) و وزنش ۹۳۳ تن بزرگ (۹۴۸ تن) و سرعتش نیز ۳۴ گره (۶۳٫۰ کیلومتر بر ساعت) بود. در بین سال‌های ۱۹۲۷ تا ۱۹۲۹ ساخته شد.